# Zeitelmoosweiher
Der Zeitelmoosweiher ist ein kleiner Stausee im Fichtelgebirge, im Naturschutzgebiet Zeitelmoos nordwestlich der Stadt Wunsiedel im Landkreis Wunsiedel im Fichtelgebirge. Der einstmals große Zeitelmoosweiher ist im 19. Jahrhundert eingegangen, erhalten geblieben ist die idyllisch im Staatswald liegende Wasserfläche.

## Karten
- Fritsch: Wanderkarte Naturpark Fichtelgebirge und Steinwald. Nr. 52, 1:50.000.